# رفيق الروح (مسلسل)
رفيق الروح، مسلسل تلفزيوني باكستاني انتج في عام 2010.

## قصة المسلسل
قد لا نقدر حجم حبنا لشخص ما، إلا إذا فرضت علينا الظروف الابتعاد عنه! تدور أحداث «رفيق الروح» حول التجارب والمحن التي يتعرض لها زوجين جمع بينهما القدر وليس الاختيار، ويشعر كل منهما أنه شريكه مفروض عليه، لكن الوقت يثبت مدى التوافق بينهما فيشعر كل منهما تجاه الآخر بعاطفة صادقة يخجل كل منهما من الاعتراف بأنها من صميم الحب!
عندما تفلح والدة الزوج في مساعدة ابنها على الانفصال عن زوجته، تأتي الفرصة الحقيقة ليختبر كل منهما مشاعره ويواجه نفسه بها بلا ضغوط، ويتخلص كل واحد منهما من سوء الفهم تجاه من كان رفيقا له في الماضي القريب، وعندما يجمع القدر بينهما مرة أخرى يتوحدا إلى الأبد، بعد أن تأكد لهما أن كل منهم قد خلق للآخر ليكون بالنسبة له «رفيق الروح».